# 韋爾博韋 (波爾塔瓦州)
49°38′18″N 34°44′58″E / 49.63833°N 34.74944°E
韋爾博韋（烏克蘭語：Вербове）是烏克蘭的村落，位於該國中部波爾塔瓦州，由波爾塔瓦區負責管轄，處於科洛馬克河右岸，距離扎利茲尼奇內2.5公里，海拔高度93米，2001年人口54。